# Правильный 8-симплекс
| Правильный 8-симплекс | Правильный 8-симплекс           |
| --------------------- | ------------------------------- |
|                       |                                 |
| Тип                   | Правильный восьмимерный политоп |
| Символ Шлефли         | {3,3,3,3,3,3,3}                 |
| 7-мерных ячеек        | 9                               |
| 6-мерных ячеек        | 36                              |
| 5-мерных ячеек        | 84                              |
| 4-мерных ячеек        | 126                             |
| Ячеек                 | 126                             |
| Граней                | 84                              |
| Рёбер                 | 36                              |
| Вершин                | 9                               |
| Вершинная фигура      | Правильный 7-симплекс           |
| Двойственный политоп  | Он же (самодвойственный)        |

Правильный 8-симплекс, или эннеазеттон, или эннеа-8-топ — правильный самодвойственный восьмимерный политоп. У него 9 вершин, 36 рёбер, 84 грани, имеющих форму правильного треугольника, 126 правильнотетраэдрических ячеек, 126 пятиячейниковых 4-ячеек, 84 5-ячейки, имеющих форму правильного 5-симплекса, 36 6-ячеек, имеющих форму правильного 6-симплекса и 9 7-ячеек, имеющих форму правильного 7-симплекса. Его двугранный угол равен arccos(1/8), то есть примерно 82,82°.

## Координаты
Правильный 8-сипмлекс можно разместить в Декартовой системе координат следующим образом (длина ребра тела равна 2 и центр приходится на начало координат):
{\displaystyle \left(1/6,\ {\sqrt {1/28}},\ {\sqrt {1/21}},\ {\sqrt {1/15}},\ {\sqrt {1/10}},\ {\sqrt {1/6}},\ {\sqrt {1/3}},\ \pm 1\right)}
{\displaystyle \left(1/6,\ {\sqrt {1/28}},\ {\sqrt {1/21}},\ {\sqrt {1/15}},\ {\sqrt {1/10}},\ {\sqrt {1/6}},\ -2{\sqrt {1/3}},\ 0\right)}
{\displaystyle \left(1/6,\ {\sqrt {1/28}},\ {\sqrt {1/21}},\ {\sqrt {1/15}},\ {\sqrt {1/10}},\ -{\sqrt {3/2}},\ 0,\ 0\right)}
{\displaystyle \left(1/6,\ {\sqrt {1/28}},\ {\sqrt {1/21}},\ {\sqrt {1/15}},\ -2{\sqrt {2/5}},\ 0,\ 0,\ 0\right)}
{\displaystyle \left(1/6,\ {\sqrt {1/28}},\ {\sqrt {1/21}},\ -{\sqrt {5/3}},\ 0,\ 0,\ 0,\ 0\right)}
{\displaystyle \left(1/6,\ {\sqrt {1/28}},\ -{\sqrt {12/7}},\ 0,\ 0,\ 0,\ 0,\ 0\right)}
{\displaystyle \left(1/6,\ -{\sqrt {7/4}},\ 0,\ 0,\ 0,\ 0,\ 0,\ 0\right)}
{\displaystyle \left(-4/3,\ 0,\ 0,\ 0,\ 0,\ 0,\ 0,\ 0\right)}